# Невена Стојинов
Невена Стојинов (Панчево, 20. октобар 2000) српска је ликовна уметница – графичар.

## Биографија
Рођена је 20. октобар 2000. у Панчеву, где је завршила основну и средњу Економско-трговинску школу „Паја Маргановић”. Дипломирала је 2023. године на графичком одсеку Факултета ликовних уметности Универзитета у Београду, у класи професора Александра Леке Младеновића. Исте године је уписала мастер студије, на истом факултету и одсеку. Добитница је Награде града Панчева за најбоље студенте 2023, награде Факултета ликовних уметности „Бошко Карановић” за графику, стипендиста Фонда за младе таленте 2022—2023. и 2023—2024. и добитница прве откупне награде 54. Октобарског салона Панчево са темом Art Aqua, одржаног у Галерији савремене уметности 2024, за композицију од четири дела у сито–штампи „Без назива”.
Ауторка је три самосталне изложбе – „Соба” у Бифе Вентилу Београд 2023, „Фотографије и графике” у Дому омладине Панчево 2023. и „Варијације и исходи” у Галерији „Методи Мета Петров” у Димитровграду 2024, у сарадњи са Радмилом Кораћ и Катарином Ракић. Излагала је на више групних изложби у земљи и иностранству међу којима су „Мала графика” у Централној галерији Шок Задруге, Printed Matter у Графичком Центру Београд, 16. Међународно графичко бијенале „Сува игла” у Ужицу, Мајска изложба у Галерији „Графички колектив”, XXII Бијенале студентског цртежа у Дому културе Студентски град, 51. Изложба цртежа и скулптура малог формата студената Факултета ликовних уметности Универзитета у Београду у галерији Дома омладине Београд, Изложба цртежа и графика Факултета ликовних уметности Универзитета у Београду, Академије уметности Универзитета у Новом Саду и Факултет уметности Универзитета у Нишу у галерији Академије уметности Универзитета у Новом Саду. Године 2025. одржала је изложбу цртежа и графике у галерији „Боем” у Старчеву.
Од фебруара 2024. чланица је Културно просветне заједнице Панчево. Инспирација за њене графике јој је геометрија пиротских ћилима.